# Hussein Ali
Hussein Ali, född 1 mars 2002 i Malmö, är en svensk-irakisk fotbollsspelare som spelar för Heerenveen.

## Klubblagskarriär
Hussein Alis moderklubb är Malmö FF, vilka han började spela för redan i fotbollsskolan som barn.

### Örebro SK
Den 13 augusti 2019 presenterades Hussein Ali av Örebro SK. Han skrev då på ett kontrakt till och med 31 december 2022 och lämnade Malmö FF:s U19-lag för en plats i ÖSK:s allsvenska trupp. En dryg månad efter övergången fick Ali också begå sin allsvenska debut. I 0-3-förlusten mot IFK Norrköping den 21 september 2019 spelade Ali 90 minuter. Totalt blev det två allsvenska framträdanden under säsongen 2019.
Säsongen 2020 etablerade sig Ali i ÖSK. Efter att ha varit utanför truppen, eller suttit på bänken, i början av säsongen fick han mer och mer speltid halvvägs in på säsongen. När säsongen summerades hade Ali gjort 22 matcher, varav 12 från start, då hans ÖSK bärgade en sjundeplats i Allsvenskan.

### Heerenveen
Den 19 juli 2022 värvades Ali av nederländska Heerenveen, där han skrev på ett treårskontrakt.

## Landslagskarriär
Hussein Ali var en del av den svenska truppen i U17-EM 2019. Efter att ha spelat fem av de sex kvalmatcherna fick han stort förtroende även i EM-turneringen på Irland och spelade samtliga 270 minuter, då Sverige åkte ut i gruppspelet efter tre raka förluster. I truppen var han en av åtta spelare från Malmö FF.
Efter att ha noterats för 3 U19-landskamper och 15 U17-landskamper blev den 18-åriga Ali i november 2020 för första gången uttagen till U21-landslaget. Ett återbud från Alexander Jallow ledde till att Ali blev inkallad till matchen mot Italien, vilket var den sista kvalmatchen till U21-EM 2021. Det blev dock ingen speltid för Ali.

## Statistik
| Klubb              | Säsong             | Liga               | Liga    | Liga | Nationell cup | Nationell cup | Totalt  | Totalt |
| Klubb              | Säsong             | Division           | Matcher | Mål  | Matcher       | Mål           | Matcher | Mål    |
| ------------------ | ------------------ | ------------------ | ------- | ---- | ------------- | ------------- | ------- | ------ |
| Örebro SK          | 2019               | Allsvenskan        | 3       | 0    | 0             | 0             | 3       | 0      |
| Örebro SK          | 2020               | Allsvenskan        | 22      | 0    | 1             | 0             | 23      | 0      |
| Örebro SK          | 2021               | Allsvenskan        | 27      | 0    | 3             | 0             | 30      | 0      |
| Örebro SK          | 2022               | Superettan         | 6       | 0    | 2             | 0             | 8       | 0      |
| Örebro SK          | Totalt             | Totalt             | 58      | 0    | 6             | 0             | 64      | 0      |
| Heerenveen         | 2022/2023          | Eredivisie         | 0       | 0    | 0             | 0             | 0       | 0      |
| Totalt i karriären | Totalt i karriären | Totalt i karriären | 58      | 0    | 6             | 0             | 64      | 0      |